# 22 (tal)
 Denne artikel omhandler tallet 22. For Sarah McTernan-sangen, se 22 (Sarah McTernan-sang).
22 er et lige heltal og det naturlige tal, som kommer efter 21 og efterfølges af 23.

## I matematik
Toogtyve er
- et sammensat tal med divisorerne 1, 2 og 11.
- et semiprimtal (et tal med to forskellige primtalsfaktorer)

## Andet
- Metangas bidrager til den globale opvamning 22 gange mere end carbondioxid eller CO2
- Grundstoffet titan har atomnummer 22.